# بونتيانو كاليبو
بونتيانو كاليبو هو طبيب أوغندي، وأخصائي المناعة السريرية، وباحث فيروس نقص المناعة البشرية، ومدير أكاديمي وطبي، وهو المدير التنفيذي لمعهد أبحاث الفيروسات في أوغندا (UVRI).
كما يعمل في الوقت نفسه كمدير وحدة الأبحاث السريرية المشتركة التي يملكها مجلس البحوث الطبية (المملكة المتحدة) ومعهد بحوث الفيروسات في أوغندا ومدرسة لندن للصحة والطب الاستوائي (LSHTM)، التي تقع في عنتيبي، أوغندا، والبحوث في الأمراض المعدية وغير المعدية والمهملة.

## الخلفية والتعليم
ولد بونتيانو كاليبو في أوغندا، حوالي عام 1960. التحق بمدرسة جينجا كالولي الابتدائية في مقاطعة واكيسو، حيث حصل على شهادة التخرج الابتدائية. ثم انتقل إلى كلية سانت ماري كيسوبي، حيث تولى دراساته على المستوى O, أكمل تعليمه من المستوى الأول في مدرسة كامبالا الثانوية، حيث حصل على دبلوم المدرسة الثانوية.